# Alfred Gutschelhofer
Alfred Gutschelhofer (* 28. Juli 1960 in Graz) ist ein österreichischer Ökonom und war Rektor der Karl-Franzens-Universität Graz.

## Leben

### Akademische Laufbahn
Nach dem Studium der Betriebswirtschaftslehre an der Universität Graz war er Unternehmensberater und Assistent am Institut für Unternehmensführung. Alfred Gutschelhofer schloss 1991 das Studium der Wirtschaftspädagogik ab und promovierte 1993 zum Doktor der Sozial- und Wirtschaftswissenschaften. Nach Forschungsaufenthalten an US-amerikanischen Universitäten habilitierte er sich 1998/99 an der Uni Graz. Gutschelhofer war von 2000 bis 2003 Universitätsprofessor und Vorstand des Instituts für Unternehmensgründung und Unternehmensentwicklung an der Johannes-Kepler-Universität Linz.
Alfred Gutschelhofer war von 1. Oktober 2003 bis 30. September 2011 Rektor der Universität Graz und wurde durch Christa Neuper abgelöst. Er übernahm danach die Leitung des Instituts für Unternehmensführung und Entrepreneurship an der Sozial- und Wirtschaftswissenschaftlichen Fakultät der Universität Graz.

### Forschungsschwerpunkte
Einer seiner Forschungsschwerpunkte liegt im Bereich der Unternehmensentwicklung. Eines seiner zentralen Forschungsthemen ist hierbei die Entwicklung von Start-up-Unternehmen und deren Förderung mit dem Fokus auf dem Standort Steiermark. Weitere Forschungsschwerpunkte von Alfred Gutschelhofer liegen in den Bereichen Strategisches Management, Controlling und Personalmanagement.
Alfred Gutschelhofer gründete in Kooperation mit der Wirtschaftskammer Steiermark das erste Gründungsbüro an der Universität Graz. Das Ziel hinter diesem Projekt war es sowohl die Gründung als auch das Wachstum von Start-up-Unternehmen im akademischen Kontext zu fördern. Hintergrund des Projekts war, dass akademische Start-up-Unternehmen doppelt so viele Arbeitsplätze schaffen wie andere Neugründungen. Zudem zielte das Projekt darauf ab, in Zukunft, Innovationen zu erleichtern und die wirtschaftliche Entwicklung in der Region Steiermark zu stärken.
In einem weiteren Projekt untersuchte er die Erfolgsfaktoren für die Zusammenarbeit zwischen Industrie und Universitäten. In diesem Zusammenhang beschäftigte er sich mit und forschte zu Kooperationsmodellen, der Optimierung von solchen Industrie-Universitäts-Partnerschaften und der praktischen Umsetzung seiner Forschungsergebnisse.

## Unternehmerische Tätigkeiten
Alfred Gutschelhofer gilt als Begründer der UNI for LIFE, einer Tochtergesellschaft der Karl-Franzens-Universität Graz. Ursprünglich war das Ziel dieser Institution die Förderung des Lebenslangen Lernens und es ging darum Studierende schneller zu bilden und ihnen für spätere Lebensphasen Weiterbildungmodule in wirtschaftlicher Nähe bereitzustellen. Stand November 2024 fokussiert sich das Unternehmen weiterhin auf Weiterbildung für Studierende und bietet zusätzlich auch die Organisation von Seminaren für Unternehmen an.

## Auszeichnungen (Auswahl)
- 2010: Großer Josef Krainer-Preis[1]
- 2022: Großes Goldenes Ehrenzeichen für Verdienste um die Republik Österreich[7]